# Jerry Williams (componist)
Jerry Williams is een Amerikaans componist en muziekpedagoog.
Hij studeerde aan de Staatsuniversiteit van Indiana in Terre Haute en behaalde zijn Bachelor of Arts. Sinds 1975 doceert hij instrumentale muziek aan de Greensburg School Corporation in de Amerikaanse staat Indiana. Ook zijn compositorisch oeuvre is meestal op harmonieorkesten van scholen en High Schools uitgericht. 

## Composities

### Werken voor harmonieorkest
- 1986 Bryce Canyon Overture
- 1986 Christmas Jam-bear-ee
- 1987 Wildfire, concertmars
- 1988 Breakin' Out
- 1988 Cumberland Trail
- 1988 Eaglerock Overture
- 1988 Freedom Brigade, concertmars
- 1988 Victory Fanfare
- 1989 A Snowy Christmas Day
- 1989 Coronado
- 1989 Legend of Fort Apache
- 1989 March of the Palace Guards
- 1990 A Carol Countdown
- 1990 Name Those Tunes
- 1990 Stonybrooke Variations
- 1991 Rap-sody For Band
- 1991 Main Event
- 1991 Sleigh Bell Fantasy
- 1991 Voices Of America
- 1991 Yankee Doodle
- 1992 Bach To The Future
- 1992 All The Kings Men
- 1992 Down Through the Chimney
- 1992 It's Bandtastic
- 1993 Jingle Bells Around The World
- 1993 Men Of Sherwood
- 1994 Deck the Halls With Old Composers
- 1994 E Pluribus Rockum
- 1994 Kris Kringle's Jingle
- 1995 Free Spirit Overture
- 1995 Give It Up!
- 1995 H2Overture
- 1995 Hallelujah, It's Christmas
- 1995 Meditation and Fantasy
- 1995 Nottingham, mars
- 1996 Brentwood Pass
- 1996 Up On The Housetop
- 1996 When the Saints March Around the World
- 1997 Arrowhead  Overture
- 1998 Cowboy Rhapsody
- 1998 Eaglerock. ouverture
- 1999 Can-Can You Name These Tunes?
- 1999 Copper Mountain Legend, ouverture
- 1999 We Wish You a Merry Christmas
- 2000 Big Beat Boogie
- 2000 Sirocco
- 2001 Bryce Canyon Overture
- Deck The Halls With Dazzling Drummers
- Roman Conquest
- The Chase

### Vocale muziek
- 1990-2000 A Decade of Love Songs & Wedding Hits, voor zanger(es) solo, piano en gitaar
- Believe in Love: Songs of Hope and Inspiration, voor zanger(es) solo, piano en gitaar
- I'm Gonna Make You Love Me, voor zanger(es) solo, piano en gitaar
- Roots Of Soul - 60s & 70s R&B Hits, voor zanger(es) en piano
- Ten Years of Country Music History 1990-2000: Remembering the '90s -- The Green Book, voor zanger(es) en piano
- The Award-Winning Songs of the Country Music Association, voor zanger(es) solo, piano en gitaar
- The Complete Wedding Music Collection, voor zanger(es) solo, piano en gitaar
- Traditional & Popular Wedding Music, voor zanger(es) solo, piano en gitaar

### Filmmuziek
- 1987 Wildest Dreams

### Pedagogische werken
- 1991 Command Performance Book